# Alcione (Oper)
Alcione oder Alcyone ist eine Oper (Originalbezeichnung: „Tragédie en musique“) in einem Prolog und fünf Akten von Marin Marais (Musik) mit einem Libretto von Antoine Houdar de la Motte nach der Alkyone-Erzählung im 11. Buch von Ovids Metamorphosen. Die Uraufführung fand am 18. Februar 1706 in der Pariser Oper statt.

## Handlung
Céix und Alcione lieben einander und wollen heiraten. Auch Céix’ Freund Pélée ist in Alcione verliebt. Er ist zwar bereit, auf sie zu verzichten, doch die Zauberer Phorbas und Ismène verwenden seine Gefühle als Vorwand, um ihren Gegner Céix zu vernichten. Nachdem sie die Hochzeit erfolgreich sabotiert haben, reden sie Céix ein, dass er das Land verlassen müsse, um Alcione zu retten. Sein Schiff sinkt in einem Sturm. Alcione erfährt durch einen Traum vom Tod ihres Geliebten und will sich ebenfalls töten, um ihm zu folgen. Ihre Freunde können sie zunächst daran hindern, und Céix’ Vater Phosphore macht ihr neue Hoffnung. Als jedoch am nächsten Morgen die Leiche Céix’ an Land gespült wird, erdolcht sich Alcione aus Trauer. Dennoch gibt es ein glückliches Ende, denn der Gott Neptune steigt aus dem Meer und verwandelt das Paar in Eisvögel.

### Prolog
Der Berg Tmole
Flussgötter und Najaden bevölkern das Gebirge und bilden eine Art Wasserfall. Tmole kündigt einen Gesangswettkampf an. Von der einen Seite kommt Pan mit Faunen und Dryaden hinzu, von der anderen Apollon (eine Allegorie auf König Ludwig XIV.) mit den Musen. Pan beginnt den Wettbewerb mit einem Lobpreis auf den Krieg, der durch den Ruhm unsterblich mache. Apollon dagegen besingt, unterstützt vom Echo, den Frieden. Als Tmole Apollon für den Sieger erklärt, verlässt Pan empört mit den Faunen die Bühne. Apollon ruft die Hirten und Hirtinnen der Gegend herbei und fordert die Musen auf, zur Feier seines Siegs die Geschichte Alciones zu erzählen.

### Erster Akt
Eine Galerie im Palast von Céix, die zu dem den Göttern geweihten Teil des Palasts führt
Szene 1. Der Zauberer Phorbas führt Pélée in den Palast. Dort soll die Hochzeit der von diesem geliebten Alcione mit seinem Rivalen Céix stattfinden. Phorbas, wie seine Kollegin Ismène ein erbitterter Gegner Céix’, ist entschlossen, die Verbindung mit allen Mitteln zu verhindern. Doch Pélée ist Céix durch Dankbarkeit und Freundschaft verbunden (nachdem Pélée seinen Bruder ermordet hatte, schützte Céix ihn vor dem Zorn seiner Mutter). Phorbas ist entschlossen, ein von Pélée bezwungenes Ungeheuer wiederzubeleben, um es gegen das Paar einzusetzen. Pélée möchte jedoch nicht noch mehr Schuld auf sich laden („Trop malheureux Pélée“).
Szene 2. Das Brautpaar erscheint mit einer Gruppe Äolierinnen, Céix’ Gefolge und Alciones Vertrauten Céphise und Doris. Der Chor preist das Glück der beiden („Aimez, aimez-vous sans alarmes“), die in den Gesang einstimmen. Als Céix das unglückliche Gesicht seines Freund Pélée bemerkt, redet dieser sich damit heraus, dass er sich schuldig fühle, Unheil an diesen Ort gebracht zu haben. Es folgt ein Divertissement.
Szene 3. Der Hohepriester des Gottes Hymenaios trifft mit seinen Leuten ein, die mit Girlanden geschmückte Fackeln tragen, und beginnt die Hochzeitszeremonie. Doch diese wird durch höllischen Lärm unterbrochen. Furien steigen aus der Unterwelt auf, entreißen den Priestern die Fackeln und stecken den Palast in Brand. Für den Hohepriester ist das ein Zeichen, dass der Himmel die Verbindung ablehnt.

### Zweiter Akt

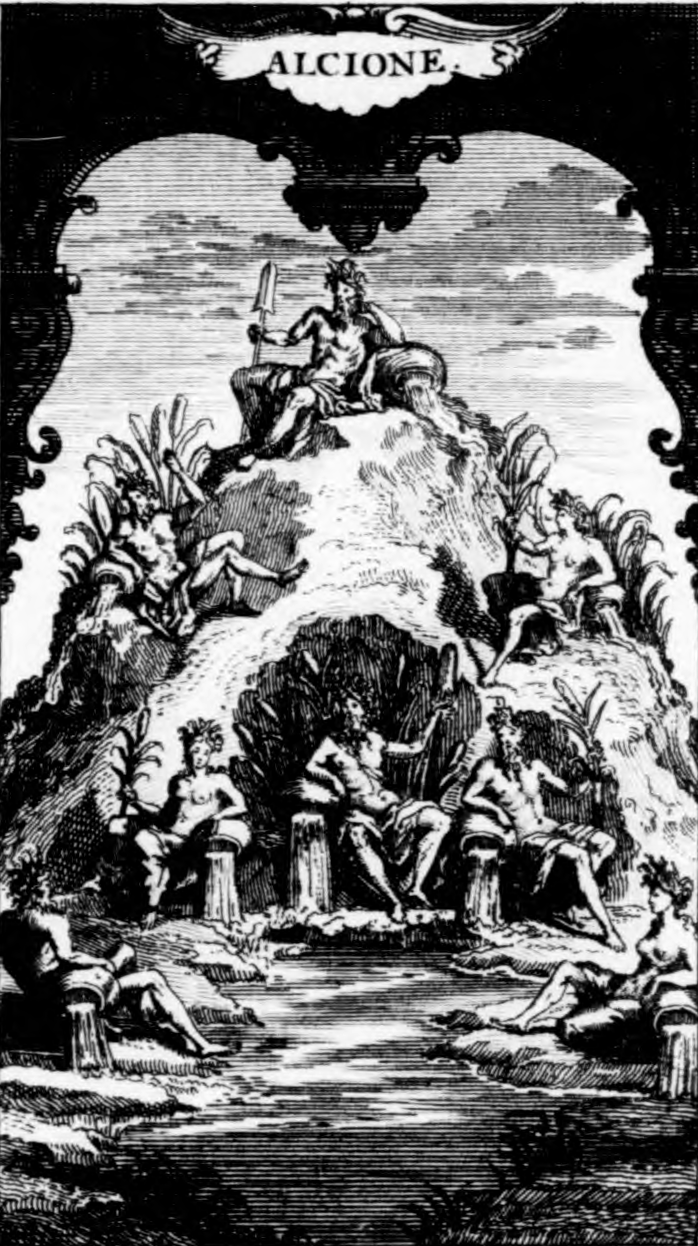
Bild aus dem Libretto (Paris 1706)

Eine grauenvolle abgeschiedene Gegend mit dem Eingang zur Höhle von Phorbas und Ismène
Szene 1. Die beiden Zauberer erwarten die Ankunft Céix’, der nach seiner unterbrochenen Hochzeit Hilfe sucht. Sie wollen ihn weiter verunsichern und verstecken sich.
Szene 2. Der verzweifelte Céix kommt herbei, über sein Leid klagend. Als sich Phorbas und Ismène zeigen, fleht er sie an, die Geister der Hölle zu seiner Unterstützung zu rufen. Die beiden raten ihm, Alcione zu vergessen. Doch dann erfüllen sie ihm seinen Wunsch und rufen weitere Magier zur Beschwörung der Dämonen hinzu.
Die Szene verwandelt sich in ein Abbild der Hölle
Im Hintergrund sitzen Pluto und Proserpina auf ihrem Thron – auf einer Seite die fünf Flüsse der Unterwelt auf ihren Gefäßen, auf der anderen Seite die drei Parzen. Phorbas, Ismène und die Magier führen verschiedene Beschwörungszeremonien durch. Nach einer Weile bekundet Phorbas, eine Antwort erhalten zu haben: Céix’ Untergang sei sicher, wenn er Alcione nicht aufgebe. Ihm bleibe nur noch die Flucht zu Apollon. Céix macht sich auf den Weg.

### Dritter Akt
Der Hafen von Trachis mit einem zur Abfahrt bereiten Schiff
Szene 1. Pélée vergleicht die trügerische Ruhe des Meeres mit der Liebe („O mer, dont le calme infidèle“).
Szene 2. Phorbas versichert Pélée, dass seine Chancen bei Alcione jetzt besser stehen, da er Céix aus dem Weg geräumt habe.
Szene 3. Matrosen bitten den Meeresgott Neptune mit Tanz und Gesang um eine ruhige Fahrt, bevor sie das Schiff besteigen.
Szene 4. Alcione und Céix verabschieden sich schmerzerfüllt voneinander. Céix versichert ihr, dass er nur ihrer Sicherheit wegen abreise. Er bittet Pélée, sich um ihr Wohlergehen zu kümmern, besteigt das Schiff und fährt ab.
Szene 5. Alcione fleht ihren Vater Neptune an, Stürme vom Schiff fernzuhalten. Voller Schmerz über die Abreise ihres Geliebten fällt sie in Ohnmacht. Pélée ruft sie wieder zur Besinnung. Beide leiden unter ihren Gefühlen.

### Vierter Akt
Der Tempel der Juno

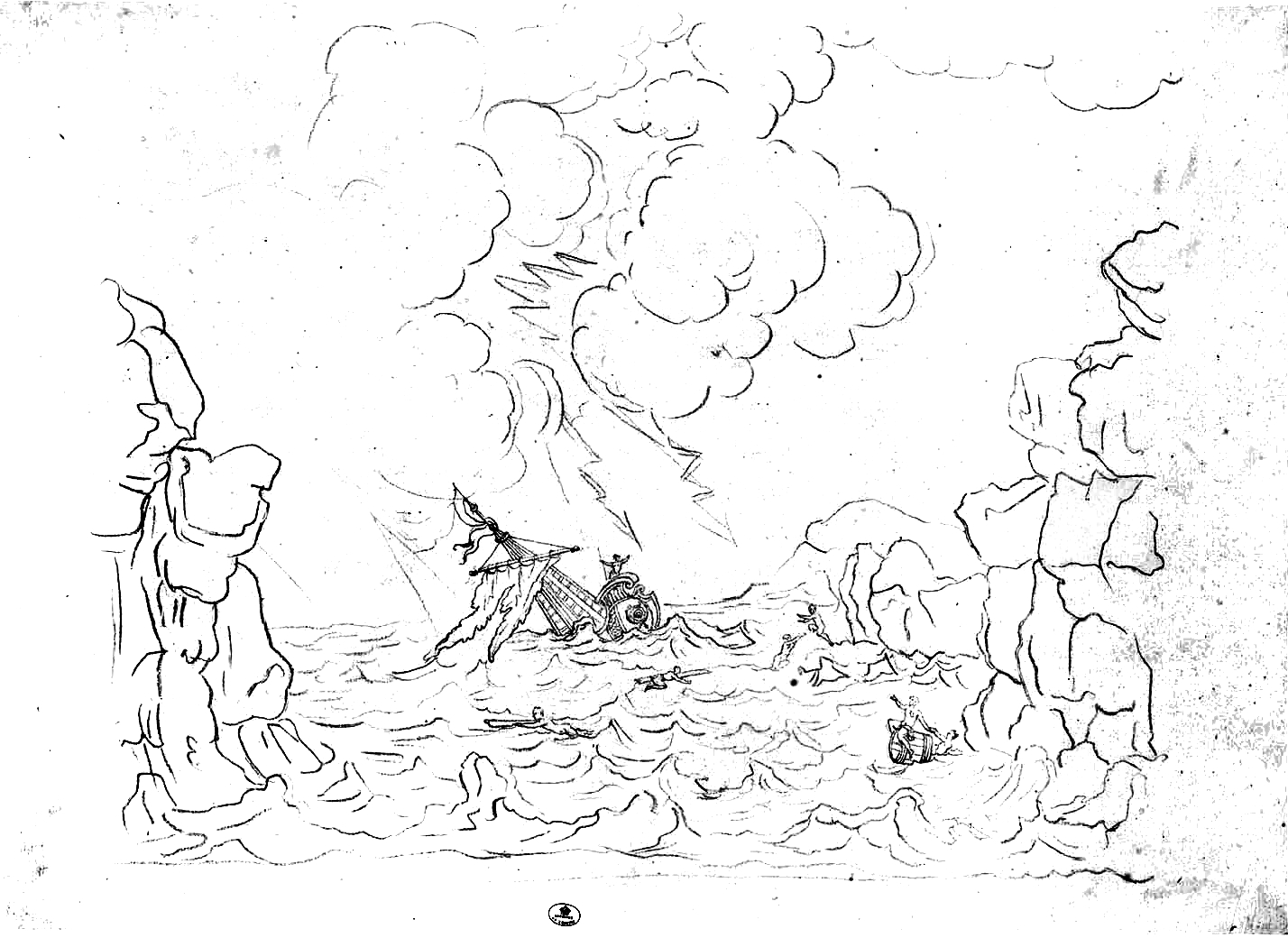
Der Sturm (Jean Bérain der Ältere, 1706)

Szene 1. Alcione fleht die Göttin an, den Geliebten zu ihr zurückzuführen.
Szene 2. Doris berichtet Alcione, dass das Opfer nach ihrem Wunsch vorbereitet wird. Céphise macht ihr Hoffnung, Céix bald wiederzusehen.
Szene 3. Die Priesterin der Juno und weitere Priesterinnen beginnen mit der Opferzeremonie, tanzen um den Altar und werfen Weihrauch ins Feuer. Eine sanfte Symphonie versetzt Alcione in Schlaf. Letzterer selbst erscheint in Gestalt von Le Sommeil auf einem Bett von Mohnblüten und von Dämpfen umhüllt, begleitet von den personifizierten Träumen. Er fordert die Priesterinnen auf, den Tempel zu verlassen, während er den Wunsch Junos ausführen wird.
Szene 4. Im Schlaf träumt Alcione von einem im Sturm sinkenden Schiff. Die Träume verwandeln sich in die ums Überleben kämpfende Besatzung. Morphée nimmt die Gestalt des Céix an, der sich noch im Sterben um Alcione sorgt.
Szene 5. Alcione beschließt, ihrem Geliebten in die Unterwelt zu folgen.

### Fünfter Akt

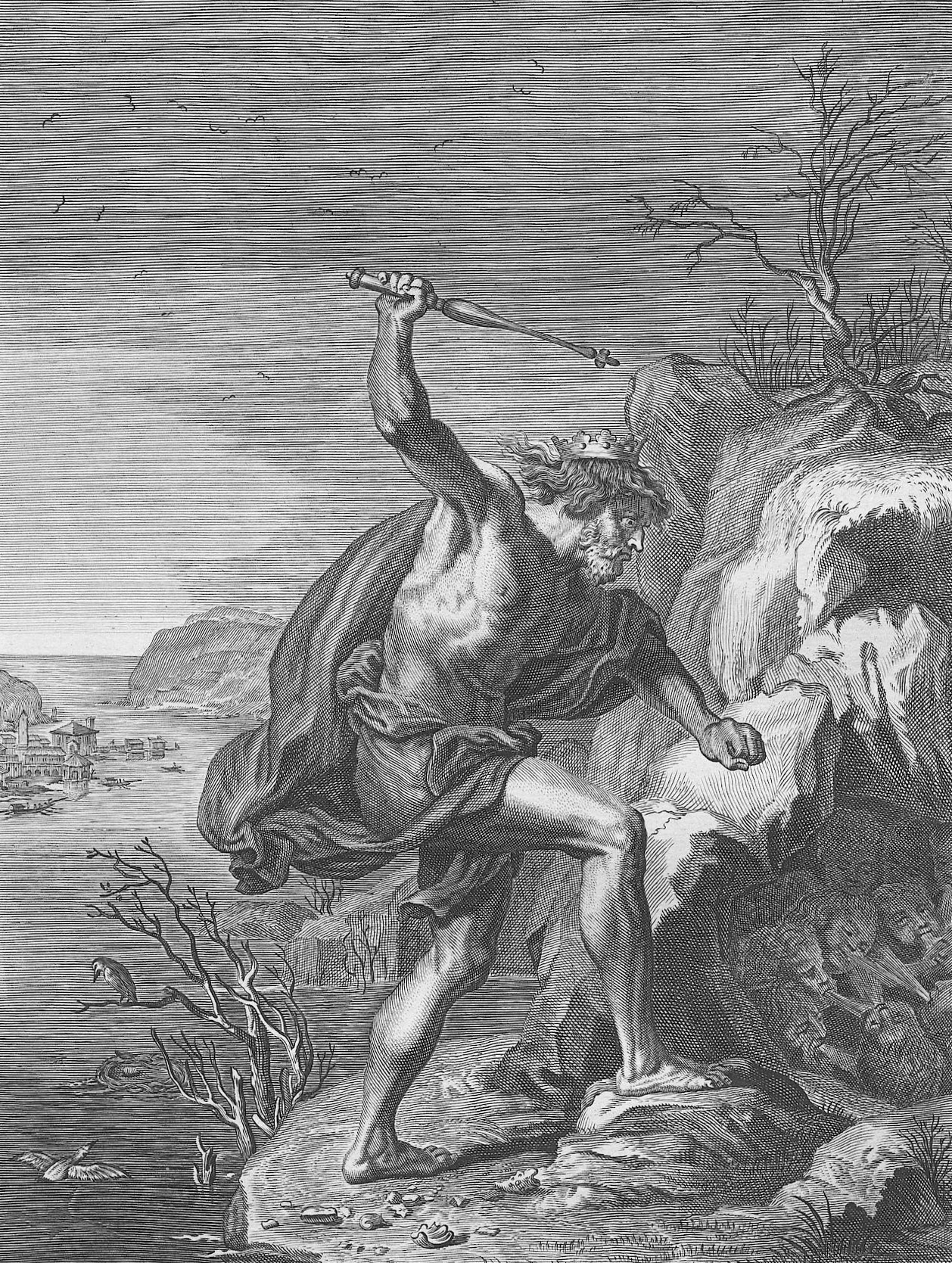
Neptune verwandelt Céix und Alcione in Eisvögel (Bernard Picart, 1733)

Der ans Meer grenzende Teil von Céix’ Gärten, in nächtlichen Schatten gehüllt
Szene 1. Pélée, Céphise und Doris wollen Alcione den Selbstmord ausreden. Pélée gesteht ihr seine Gefühle. Er bekennt, dass er sich selbst an Céix’ Tod schuldig fühle, reicht ihr seinen Dolch und fordert sie auf, ihn zu töten. Doch Alcione will den Dolch nutzen, um sich selbst zu erstechen. Céphise entreißt ihr die Waffe.
Szene 2. Céix’ Vater Phosphore steigt in seinem Stern vom Himmel herab und verheißt Alcione, dass der Himmel ihr Céix zurückgeben werde.
Szene 3. Im Angesicht von Alciones Glück flieht Pélée schuldbewusst. Alcione bedauert ihn als Freund ihres Geliebten.
Szene 4. Im Morgengrauen wird der Leichnam Céix’ von den Wellen ans Ufer gespült. Alcione fühlt sich von den Göttern verraten und erdolcht sich.
Szene 5. Neptune entsteigt dem Meer mit seinem gesamten Hofstaat und verheißt den Liebenden Unsterblichkeit. Aus dem Blut Alciones entspringen Eisvögel (Alcedinidae, französisch: Halcyon), die sich auf den Thron Neptunes setzen. Neptune erklärt, dass er Phorbas in einen Felsen verwandelt habe. Das glückliche Paar ist wieder vereint. Zum Abschluss der Oper feiern die Meeresgötter die Auferstehung von Céix und Alcione.

## Gestaltung
Als erfolgreichstes Stück der Oper erwies sich die Sturmmusik, die André Campra bereits 1710 in Les fêtes vénitiennes zitierte. Auch Alain René Lesages verarbeitete sie in seiner 1715 aufgeführten Parodie von André Cardinal Destouches’ Télémaque. Diese Szene wurde zum Prototyp der Sturmmusiken des 18. Jahrhunderts. Sie besteht aus einem mehr als 100 Takte umfassenden Orchesterstück mit kurzen Einwürfen des Chores. Einem zeitgenössischen Bericht Everard Titon du Tillets (Le Parnasse françois, Paris 1732) zufolge wurde die Basslinie (mit einem der ersten Einsätze eines Kontrabasses in der französischen Oper) von einem durchgehenden Paukenwirbel mit nur leicht gespannter Fellmembran begleitet. Durch den „extremen Kontrast zwischen den dumpfen Bässen und den schreienden, durchdringenden Oboen und Violinen“ sei „die ganze Gewalt, die Wildheit und das Grauen des aufgewühlten Meeres zum Ausdruck gekommen“.
Weitere populäre Nummern waren die Ouvertüre, der Matrosentanz mit Tamburin, der Auftritt von Le Sommeil und die große abschließende Chaconne. Musikalische Bedeutung haben außerdem die vier Monologe, von denen einer (Alcione) durchkomponiert ist und die anderen drei (Céix, Pélée, Alcione) als Da capo angelegt sind. Der Musikwissenschaftler Herbert Schneider meint, dass die Ensembleszenen und Divertissements qualitativ dahinter zurückfallen. Jérôme de La Gorce wies jedoch in seinem Artikel für The New Grove Dictionary of Opera auf bemerkenswerte Duette, Terzette und ausdrucksvolle Chöre hin, die manchmal eine Solostimme enthalten. Er nannte Alcione „eine der schönsten Partituren des gesamten französischen Opern-Repertoires“.
Während Marais’ Musik beim Publikum gut ankam, wurde das Libretto Antoine Houdar de la Mottes dagegen schon von den Zeitgenossen als „zu nahe an der Manier“ Ovids kritisiert. Man spottete, dass die Oper nach der Sturmszene Schiffbruch erleide. Insgesamt wurde der Text jedoch als „gut geschrieben, voller Geist und Gefühle, die einem beinahe seine Mängel vergessen lassen“ betrachtet (François und Claude Parfaict: Histoire de l’Académie royale de musique).

### Orchester
Die Orchesterbesetzung der Oper enthält die folgenden Instrumente:
- Flöte, zwei Blockflöten, zwei Oboen, Fagott
- Pauken, Tamburin
- Streicher
- Basso continuo

## Werkgeschichte

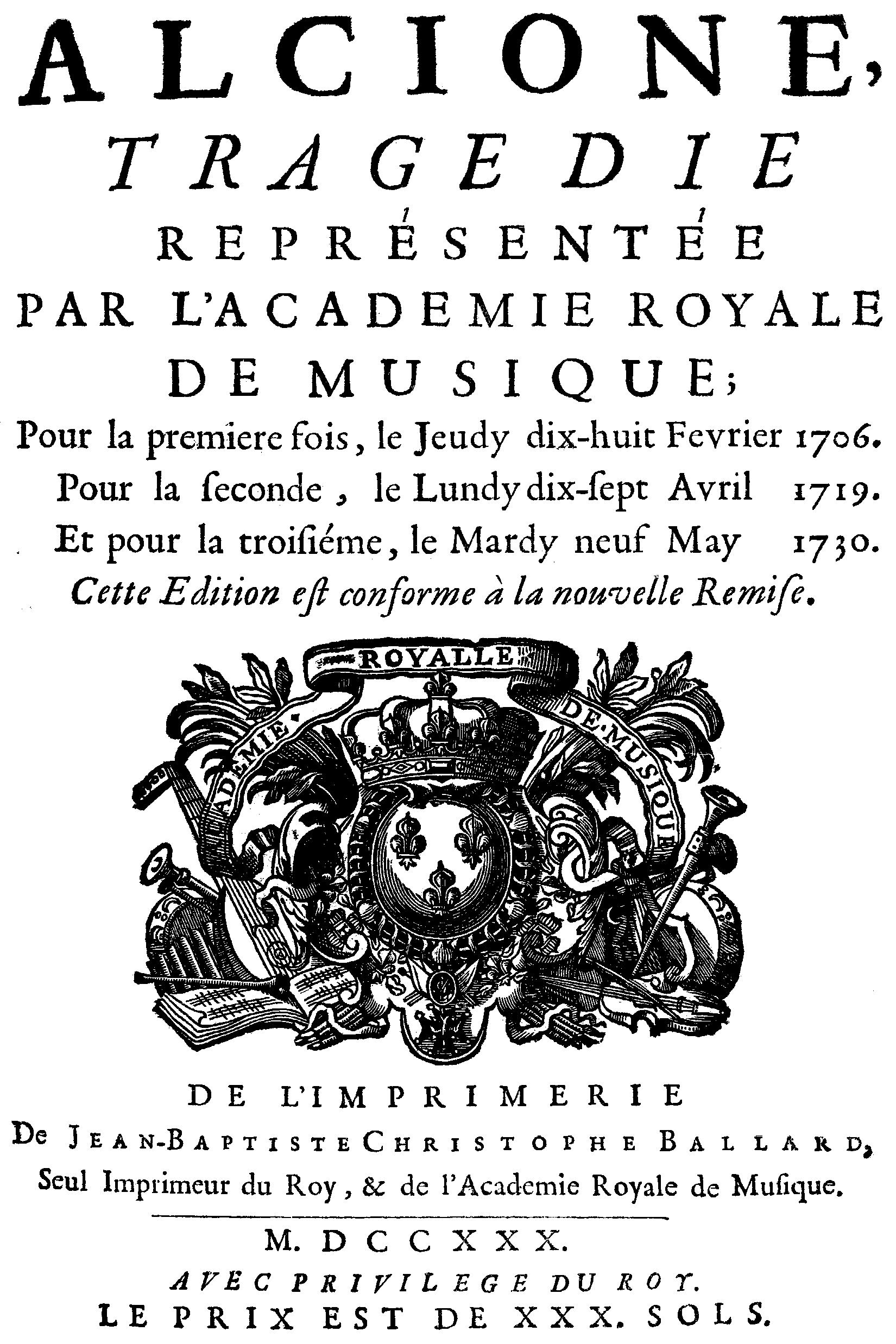
Titelblatt des Librettos, Paris 1730

Alcione gilt als die bedeutendste von Marais’ insgesamt vier Opern. Das Libretto von Antoine Houdar de la Motte basiert auf dem 11. Buch von Ovids Metamorphosen.
Die Oper wurde am 18. Februar 1706 im Palais Royal der Pariser Oper uraufgeführt und dort zunächst bis zum 27. April gespielt. Die Hauptrollen sangen Françoise Journet (16??–1722, Alcione), M. Muraire (Céix) und Claude-Louis-Dominique de Chassé de Chinais (1698–1786, Pélée). Die Aufführung hatte großen Erfolg. Die Sturmmusik wurde noch 1711 in Marly für König Ludwig XIV. gespielt.
Eine überarbeitete Fassung wurde am selben Ort insgesamt 17 Mal zwischen dem 17. April und dem 14. Mai 1719 gegeben. Sie enthielt zusätzliche Musik, die Marais vermutlich selbst komponiert hatte und als Anhang gedruckt wurde.
Eine dritte Aufführungsreihe (nun ohne den Prolog) gab es vom 9. Mai bis zum 11. Juli 1730 mit zusätzlichen Aufführungen am 28. September und am 8. Oktober. Die Hauptrollen sangen Marie Pélissier (1707–1749, Alcione), Denis-François Tribou (1695?–1761, Céix) und François Le Page (1709–1782, Pélée).
Weitere Präsentationen des erneut überarbeiteten Werks gab es 1756 – mit Marie-Jeanne Fesch dite Chevalier (1722–1789) in der Titelrolle – und 1771. Pipers Enzyklopädie des Musiktheaters nennt außerdem Aufführungen in den Jahren 1728 und 1741.
Eine Parodie des Werks von Jean-Antoine Romagnesi wurde 1741 im Théâtre-Italien szenisch aufgeführt.
Nach 1771 verschwand Alcione für lange Zeit von den Spielplänen. Marc Minkowski spielte sie 1990 auf CD ein.
Die erste szenische Wiederaufführung gab es erst am 12. März 2008 im Odeon-Theater Wien in einer Inszenierung von Philipp Harnoncourt. Die Choreographie stammte von Virginie Roy-Nigl und die Ausstattung von Ulrike Kaufmann und Erwin Piplits. Lorenz Duftschmid leitete das Serapionsensemble und das Ensemble Armonico Tributo Austria. Die Hauptrollen sangen Svetlana Smolentseva (Alcione), Johannes Weiß (Céix) und Steffen Rössler (Pélée).
Am 26. April 2017 nahm die Pariser Opéra-Comique mit Alcione nach zweijähriger Schließung den Regelbetrieb im Salle Favart wieder auf. Es handelte sich um eine Koproduktion mit dem Gran Teatre del Liceu Barcelona, den Château de Versailles Spectacles und dem Théâtre de Caen. Regie führte Louise Moaty. Die Choreographie stammte von Raphaëlle Boitel. Das Ensemble „Le Concert des Nations“ spielte unter der musikalischen Leitung von Jordi Savall eine speziell hierfür bearbeitete Fassung der Oper. In den Hauptrollen sangen Lea Desandre (Alcione), Cyril Auvity (Céix) und Marc Mauillon (Pélée). Ein Video-Mitschnitt wurde auf der Internetplattform Culturebox bereitgestellt.

## Aufnahmen
- Januar 1990 – Marc Minkowski (Dirigent), Les Musiciens du Louvre, Chœur des Musiciens du Louvre.
 Jean-Paul Fouchécourt (Apollon und Sommeil), Vincent Le Texier (Pan und Phorbas), Gilles Ragon (Céix), Jennifer Smith (Alcione), Philippe Huttenlocher (Pélée), Sophie Boulin (Ismène und Matrosin 1), Eva-Maria Mauceau (Doris), Marie-Hélène Chesneau (Céphise), Bernard Deletré (Hohepriester und Neptune), Jean-Louis Bindi (Anführer der Matrosen), Véronique Gens (Priesterin Junos und Matrosin 2), Pascal Bertin (Phosphore).
 Studio-Aufnahme.
 Erato 245522-2 (3 CDs).[13]
- 6. Mai 2017 – Jordi Savall (Dirigent), Le Concert des Nations, Nicolas Lourdelle (Regie), Louise Moaty (Szene), Raphaëlle Boitel (Choreographie), Alain Blanchot (Kostüme), Arnaud Lavisse (Licht), Tristan Baudoin (Dekoration).
 Antonio Abete (Tmole, Hohepriester und Neptune), Lisandro Abadie (Pan und Phorbas), Cyril Auvity (Céix), Lea Desandre (Alcione), Marc Mauillon (Pélée), Hasnaa Bennani (Ismène und Matrosin 1), Hanna Bayodi-Hirt (Hirtin, Matrosin 2 und Priesterin Junos).
 Video.
 Internetstream auf Culturebox; Alia Vox AVSA9939 (3 CDs).[12][14]